# Ordine di Miguel Larreynaga
L'Ordine di Miguel Larreynaga è un ordine cavalleresco del Nicaragua.

## Storia
L'Ordine è stato fondato il 16 settembre 1968 dal Presidente Anastasio Somoza Debayle e viene assegnato per il servizio in Nicaragua e all'umanità nei settori della diplomazia e delle relazioni internazionali.

## Classi
L'Ordine dispone delle seguenti classi di benemerenza:
- Collare
- Gran Croce
- Grand'Ufficiale
- Commendatore
- Ufficiale
- Cavaliere

## Insegne
- Il nastro è completamente rosso.